# Halichoeres bicolor
Halichoeres bicolor är en fiskart som först beskrevs av Bloch och Schneider, 1801.  Halichoeres bicolor ingår i släktet Halichoeres och familjen läppfiskar. IUCN kategoriserar arten globalt som livskraftig. Inga underarter finns listade i Catalogue of Life.